# イニシアチブ (ゲーム)
イニシアチブ (initiative) は、ゲーム中に、ユニットやキャラクターが行動できる順番を決定する要素である。

## システム
キャラクターのイニシアチブは、戦闘などを行う場面で複数のプレイヤーキャラクターや敵キャラクターが行動する順序を決定する統計項目であり、シミュレーションゲームやロールプレイングゲームでよく用いられる。
イニシアチブの数値が大きいほど早く行動できるシステムもあれば、小さいほど早く行動できるシステムもある。また、この順序が戦闘終了まで同じであるシステムもあれば、戦闘のターンごとに順序を決定し直すシステムもある。

## 決定法
イニシアチブは値の確定までに様々な方法で補整が加わったり再計算が行われたりする。イニシアチブに対する補整値は、キャラクターの状況に対する反応が早いか遅いかや、キャラクターが行動を起こすまでにかかる時間がどれほどかによって影響される。例えば、高い敏捷性を持つキャラクターは他より早く反応でき、重い道具や武器を使っているキャラクターは反応までに時間がかかることになる。
キャラクターの順番になった場合、多くのシステムではメインのアクションを1つあるいは複数行うことができる。システムによっては、任意に自分のイニシアチブを下げる（行動を遅らせる）こともできる場合がある。
イニシアチブ決定の方法にも様々なものがある。自軍と敵軍が互いにサイコロを振って行動順を決定するのが一般的であるが、ボードゲームやウォーゲームでは（多人数プレイのために）行動順が書かれたチットを中身を見ずに引いて決定するものもある。テーブルトークRPGの場合、簡略化のためにキャラクターの固定された敏捷性や行動値を元に、イニシアチブが変化しないシステムも多く見られる。コンピューターゲームのボードゲームやウォーゲームの場合、常にプレイヤーが先に行動できるようにデザインされているものが多い。